# Asclepias perennis
Asclepias perennis (engl. (White) Swamp Milkweed, Aquatic Milkweed oder Shore Milkweed) ist eine Pflanzenart der Gattung Seidenpflanzen (Asclepias) aus der Unterfamilie der Seidenpflanzengewächse (Asclepiadoideae).

## Merkmale

### Vegetative Merkmale
Asclepias perennis ist eine ausdauernde, krautige Pflanze mit einem kurzen, oberflächennahen, teilweise verholzten Wurzelstock. Die schlanken, aufrechten bis aufsteigenden Stängel werden 30 bis 50 cm hoch; sie verzweigen sich gewöhnlich nur an der Basis über dem Wurzelstock. Sie sind hellgrün bis rötlichgrün und meist in der oberen Stängelhälfte fein flaumig behaart, der Flaum verläuft in Linien von den Blattachseln herunter. Der untere Teil der Stängel ist dagegen fast völlig kahl. Die dünnhäutigen, kahlen Blätter sind gegenständig angeordnet und nur kurz gestielt. Die Blattspreiten sind länglich-schmal, elliptisch-lanzettlich bis breit-eiförmig und breit-elliptisch, mit einem gespitzten Apex, 5 bis 14 cm lang und 0,5 bis 1,5 cm breit. Die Basis ist keilförmig bis zugespitzt. Die Blattstiele sind 0,5 bis 1,5 cm lang und haben auf der Oberseite eine Längsfurche. Stängel und Blätter enthalten einen weißlichen Milchsaft.

### Blütenstand und Blüten
Die mehrblütigen bis vielblütigen Blütenstände sitzen einzeln und aufrecht in den obersten Blattachseln. Jeder Blütenstand enthält 20 bis 50 Blüten. Die Oberseite der doldenförmigen Blütenstände ist flach gewölbt, der Durchmesser beträgt 4,5 bis 6,5 cm. Die Schäfte der Blütenstände sind eher schlank, und 1 bis 4 cm lang. Die einzelnen Blütenstiele sind 10 bis 13 mm lang, häufig leicht rötlich oder violett angelaufen. Die fünfzähligen Blüten mit doppelter Blütenhülle sind zwittrig und zygomorph. Die radförmigen Blüten sind mit einem Durchmesser von etwa 6 mm eher klein. Die blassgrünen bis blassrotgrünen Blütenstiele sind etwa 2 bis 3 cm lang, im Querschnitt rund und fein flaumig behaart. Die Kelchblätter länglich-elliptisch und etwa 1 mm lang, und spärlich fein filzig behaart. Die Kronblattzipfel sind 3 bis 4 mm lang und stark zurück gebogen. Sie sind weiß mit blasser violetter Tönung, die Spitzen sind pinkfarben. Bereits die noch nicht geöffneten Blüten haben einen großen pinkfarbenen Fleck in der Mitte. Die Nebenkrone mit dem Gynostegium ist gestielt. Der Stiel ist zylindrisch und etwa 1 mm hoch und auch etwa 1 mm dick. Die schaufelförmigen Nebenkronblätter sind etwa 2 mm lang und am oberen Ende gerundet. Sie sind damit nur weniger länger als der Griffelkopf. Die hornförmigen Sekundärfortsätze sind dünn-nadelförmig und etwas länger als die kapuzenförmigen Nebenkronblätter. Sie biegen sich über dem Griffelkopf ein. Die Blüten duften schwach.

### Früchte und Samen
Die oft paarigen Balgfrüchte stehen zunächst aufrecht, später hängen sie nach unten an nach unten gebogenen Stielen. Sie sind dick-spindelförmig mit einem schnabelförmig ausgezogenen Apex. Die Maße sind: 4 bis 7 cm lang, 1 bis 2,5 cm dick. Die Oberfläche ist glatt und unbehaart. Die Samen sind breit-eiförmig mit verbreiterten Rändern und 1,5 mm lang. Sie haben keinen Haarschopf. Wenn die Balgfrüchte reif sind und sich öffnen, fallen sie häufig ins Wasser. Sie können auf der Wasseroberfläche für einige Zeit treiben.

## Geographische Verbreitung und Ökologie
Das Verbreitungsgebiet der Art erstreckt sich von South Carolina bis Florida und im Westen bis ins östliche Texas und das Mississippital aufwärts bis nach Missouri, Illinois und das südwestliche Indiana.
Sie kommt dort in oder am Rand von sumpfigen Gelände entlang der Flüsse und Flussdeltas, häufig mit Echter Sumpfzypresse (Taxodium distichum) in saisonal überfluteten Wäldern vor. Sie wächst auf Böden, die immer nass sind.
Die Blütezeit reicht von April bis in den September (bis Oktober) hinein. Niederliegende Stängel auf nassem oder feuchtem Untergrund können Würzelchen entwickeln und sekundäre Klone bilden.

## Taxonomie
Die Art wurde von Thomas Walter 1788 in der Flora caroliniana erstmals klassifiziert.